# Operacja Ten-gō
Operacja Ten–gō (jap. 天号作戦 Ten–gō Sakusen; „Operacja Niebiosa”) – ogólna nazwa planowanych, czterech operacji morskich floty japońskiej w końcowej fazie II wojny światowej. Do skutku doszła tylko pierwsza z nich o nazwie „Ten–ichi–gō Sakusen” („Operacja Niebiosa Nr 1”) skierowana przeciwko flocie amerykańskiej wspierającej działania desantowe podczas bitwy o Okinawę w kwietniu 1945 roku.

## Przed bitwą
W kwietniu 1945 roku Okinawa stała się celem ostatniego amerykańskiego desantu morskiego II wojny światowej. Japończycy nie mieli szans się obronić. Marsz amerykański, chociaż spowolniony zaciekłym oporem Japończyków, postępował.
W Tokio zapadła decyzja, aby na ratunek Okinawie wysłać morskie posiłki. Postawiono na pozostałości Drugiej Floty, która została w poprzednich bitwach zdziesiątkowana. W związku z czym przemianowano ją na Specjalny Zespół Uderzeniowy. Zadaniem tego zespołu było umożliwienie lotniczych ataków kamikaze na amerykański morski zespół uderzeniowy przez ściągniecie uwagi amerykańskiego lotnictwa pokładowego na pancernik „Yamato”, który miał pełnić rolę przynęty, w celu umożliwienia obciążonym 1-tonowym ładunkiem wybuchowym samolotom kamikaze osiągnięcie amerykańskich okrętów. Zadaniem drugoplanowym japońskiego zespołu było – choć prawdopodobieństwo jego realizacji japońskie dowództwo oceniało jako bardzo niewielkie – przedarcie się „Yamato” do Okinawy. Drugoplanowe cele zakładały prowadzenie ostrzału amerykańskich jednostek lądowych, które wylądowały na Okinawie, za pomocą artylerii głównej pancernika. Pełny ładunek 1200 pocisków kalibru 460 mm składał się z pocisków przeciwpancernych, których zadaniem było zwalczanie jednostek wsparcia amerykańskiego desantu oraz pocisków przeciwlotniczych San Shiki, które wywoływać miały straty wśród amerykańskiej piechoty.

## Siły

### Japończycy
Z bazy Tokuyama na wyspie Honsiu wyruszył zespół okrętów pod dowództwem wiceadmirała Sei'ichi Itō w składzie:
- pancernik „Yamato”[2]
- lekki krążownik „Yahagi”
- 8 niszczycieli
  - „Asashimo”
  - „Fuyuzuki”
  - „Hamakaze”
  - „Hatsushimo”
  - „Isokaze”
  - „Kasumi”
  - „Suzutsuki”
  - „Yukikaze”

### Amerykanie

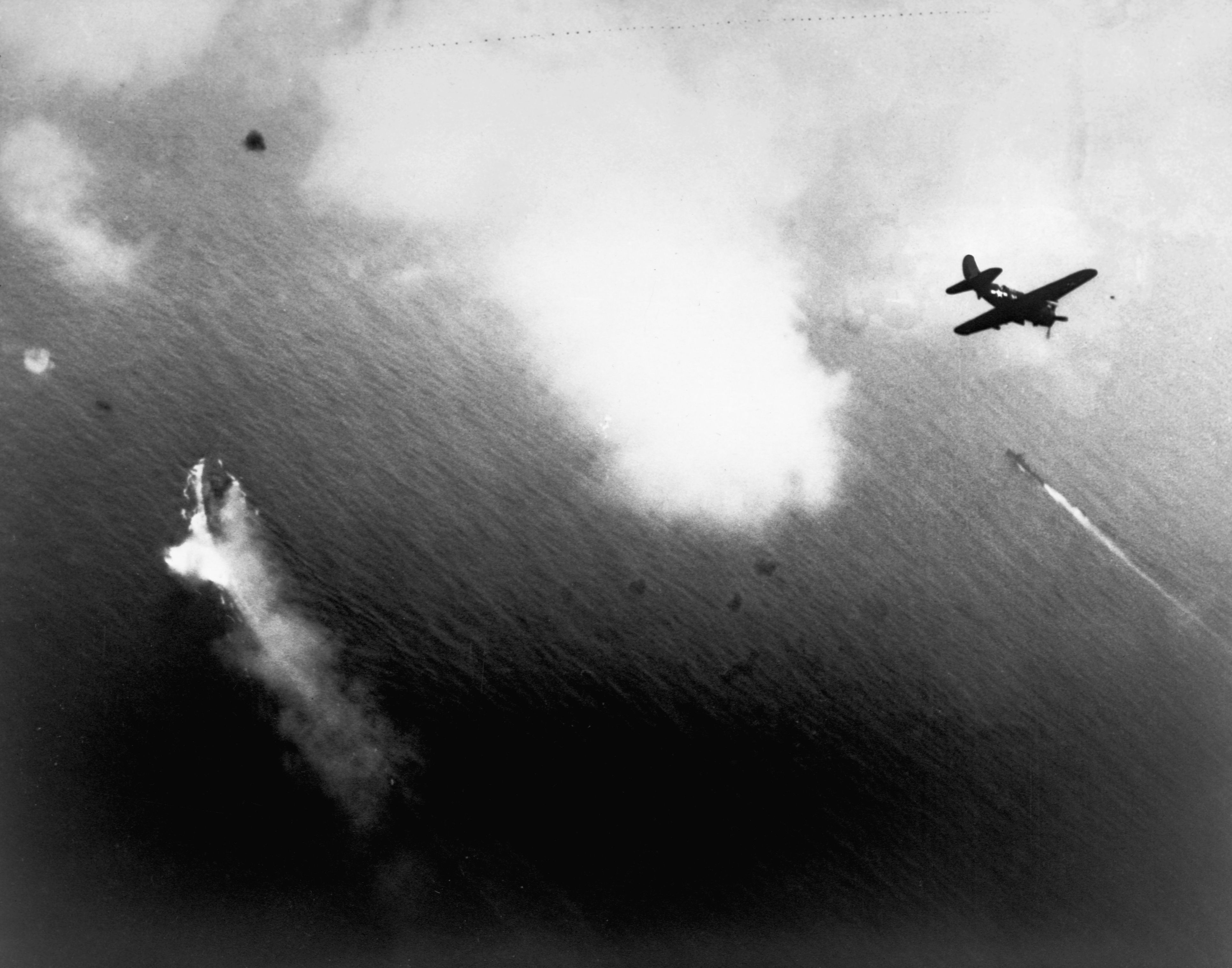
Corsairy w akcji, w dole „Yamato”

W skład będącej bezpośrednim przeciwnikiem amerykańskiej 58 grupy taktycznej (Task Force 58) dowodzonej przez admirała Mitschera wchodziły następujące lotniskowce:
- USS „Hornet”
- USS „Bennington”
- USS „Belleau Wood”
- USS „San Jacinto”
- USS „Essex”
- USS „Bunker Hill”
- USS „Hancock”
- USS „Bataan”

Na wypadek niepowodzenia akcji lotniczej obronę miały przejąć pancerniki kontradmirała Deyo:
- USS „Massachusetts”
- USS „Indiana”
- USS „New Jersey”
- USS „South Dakota”
- USS „Wisconsin”
- USS „Missouri”.

## Bitwa

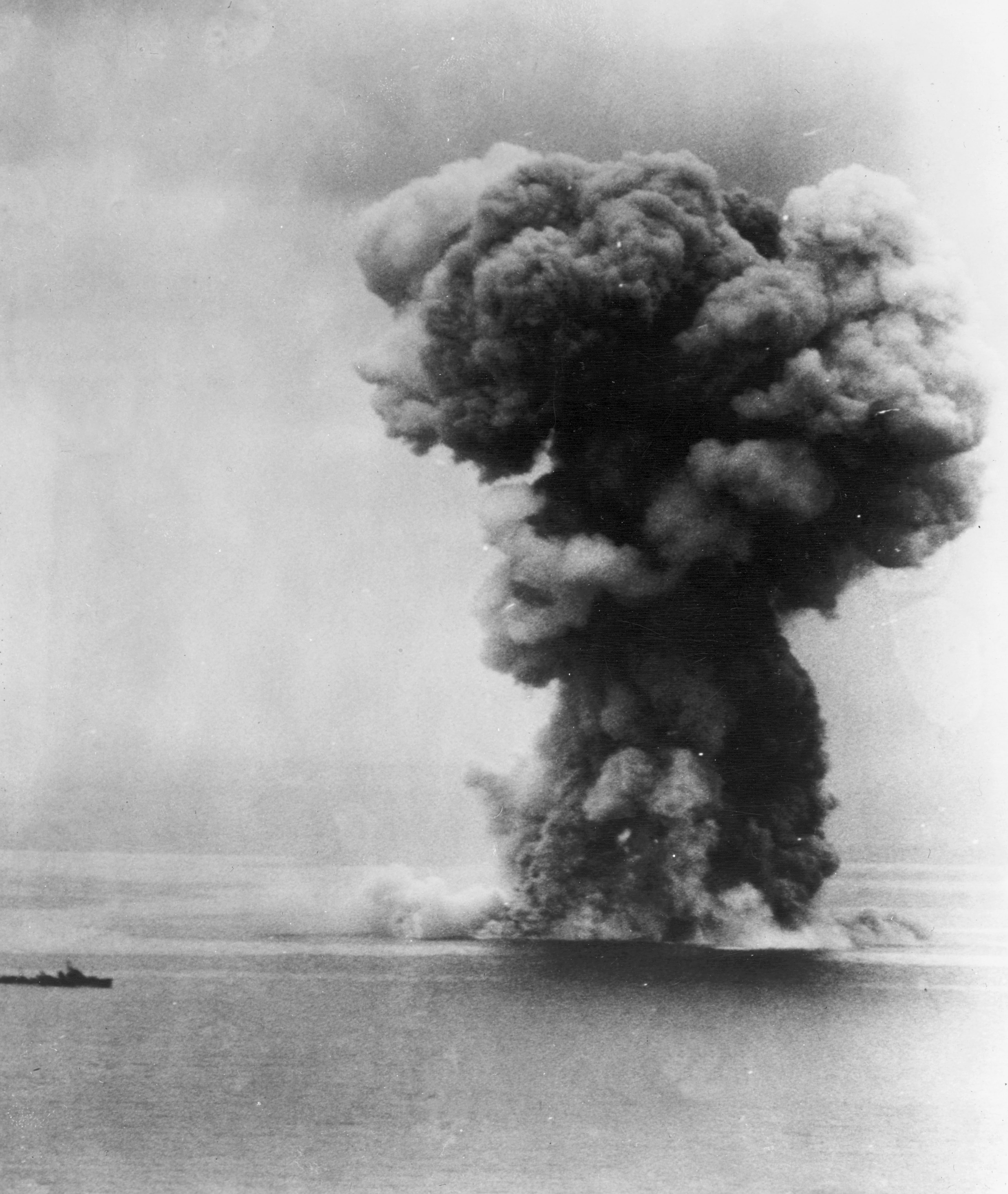
Eksplozja „Yamato”

Dnia 6 kwietnia o godzinie 19.45 zespół japoński został wykryty przez okręt podwodny „Threadfin”.
Rano 7 kwietnia 1945 roku z lotniskowców amerykańskiej 58. Grupy Taktycznej wysłano samoloty rozpoznawcze, mające za zadanie wykrycie japońskich jednostek. Udało się tego dokonać około godziny 10.00, w odległości około 450 km od Okinawy. Następnie dowódca 58. Grupy Taktycznej, wiceadmirał Mitscher, wysłał przeciwko zespołowi japońskiemu grupę samolotów bombowych i torpedowych pod eskortą myśliwców w łącznej liczbie 386 maszyn.
W początkowej fazie bitwy, pierwsza grupa samolotów, złożona z lekkich bombowców i myśliwców, stwierdziwszy brak osłony lotniczej zespołu japońskiego, rozpoczęła atak z użyciem bomb oraz pocisków rakietowych w celu osłabienia artylerii przeciwlotniczej wroga. Tuż za nimi na pole bitwy nadleciała druga grupa, złożona z samolotów torpedowych. Łączna liczba maszyn obu grup wynosiła około 200 samolotów. Samoloty torpedowe podzieliły się na mniejsze grupy, po około 20 maszyn, a do ataków przystępowały kluczami, po 3–5 samolotów.
Pierwszy atak samolotów torpedowych, wspomaganych przez bombowce i myśliwce z pierwszej grupy, trwał łącznie przez około 60 minut. „Yamato”, mimo ognia całej artylerii oraz prób uchylania się manewrami, został w tym czasie trafiony 2 bombami oraz 6 torpedami. Ciężko uszkodzony był także lekki krążownik „Yahagi”, trafiony bombą i 3 torpedami. Spośród 8 niszczycieli, od bomb, torped i pocisków rakietowych, zatopione zostały „Hamakaze” i „Kasumi”. Uszkodzony bombami i rakietami niszczyciel „Isokaze” zatopiła własna załoga, podobnie jak w przypadku niszczyciela „Asashimo”. Bomby i pociski rakietowe uszkodziły także niszczyciel „Fuyutsuki”. Okręty te nie mogły już swym ogniem osłaniać uszkodzonego „Yamato”.
Zespół japoński był już w tej fazie bitwy praktycznie rozbity – samoloty torpedowe z trzeciej grupy dokończyły tylko dzieła zniszczenia. W „Yamato” trafiły dalsze 2 bomby i 4 torpedy. Po wybuchu ostatniej okręt przechylił się i zatonął wraz z większością załogi, liczącej około 2500 osób (z czego uratowało się tylko 280 marynarzy). Zatonął także krążownik lekki „Yahagi”. Z całego zespołu ocalały 4 niszczyciele, choć również z uszkodzeniami. Łącznie zginęło ponad 3700 Japończyków. Straty Amerykanów wyniosły natomiast zaledwie 10 samolotów (3 myśliwce, 3 bombowce i 4 samoloty torpedowe) oraz 12 lotników.

## Znaczenie
Próba dostarczenia posiłków Japończykom na Okinawie nie powiodła się. Wyspa została opanowana przez Amerykanów 23 czerwca.
Operacja Ten–gō zakończyła epokę użycia bojowego wielkich okrętów liniowych i była potwierdzeniem rosnącego znaczenia przewagi w powietrzu na współczesnym polu walki.